# Біжан Іван Васильович
Іва́н Васи́льович Біжан (нар. 25 листопада 1941, Яланець) — генерал-полковник запасу, виконувач обов'язків Міністра оборони України в 1993 році. Кандидат військових наук (2002).

## Біографія
Закінчив Військову академію бронетанкових військ та Військову академію Генерального штабу.
Командував мотострілецькою дивізією в Середньоазіатському військовому окрузі. Командир армійського корпусу. Був радником командувача армії Збройних сил Куби. Звідти прибув до Приволзько-Уральського військового округу, де командував загальновійськовою армією. Згодом був заступником начальника Головного управління Генерального штабу ЗС СРСР.
З 24 грудня 1991 до 27 травня 1992 Іван Біжан працював заступником Міністра оборони України.
З 27 травня 1992 до 24 березня 1993 був першим заступником Міністра оборони України.
З 24 березня 1993 до 14 березня 1996 — знову обіймав посаду заступника Міністра оборони України. З 4 до 8 жовтня 1993 він паралельно виконував обов'язки Міністра оборони України.
З 14 березня 1996 до 8 лютого 2002 — вдруге працював першим заступником Міністра оборони України.
5 березня 2002 Іван Біжан був звільнений з військової служби в запас за віком. До того він паралельно до своїх інших посад керував Київським гарнізоном. Через це Іван Біжан командував військовими парадами, які відбувались на Хрещатику в 1994 (перший парад в незалежній Україні) — 2001 рр.
З 20 березня 2002 до 6 серпня 2003 Іван Біжан був першим заступником Державного секретаря Міністерства оборони України.

## Нагороди
- орден «Че Ґевари» (Республіка Куба, 1988)[1];
- орден Богдана Хмельницького III ступеня‎ (1996)[14];
- ордена Богдана Хмельницького II ступеня‎ (2001)[1];
- нагороди СРСР.